# 余下街道
余下街道，原为余下镇，是中华人民共和国陕西省西安市鄠邑区下辖的一个乡镇级行政单位。2018年撤镇设街道。区划代码改为610118002。

## 行政区划
余下街道下辖以下地区：
陕西国防学院社区、银宁社区、户县热电厂社区、秦川电站仪表厂社区、惠安行北社区、余下中心社区、惠安行南社区、安善坊村、北窑村、西屯村、马营村、占西村、东屯村、余下村、五庄村、张家堡村、淡家寨村、赵家堡村、旧泉坊村、罗什村、占东村、沈家营村、灵山寺村、吴家堡村、后寨村、南索村、八家庄村、独庄村、双庄村和白虎村。

## 交通
- 货运火车站余下站。